# Intel Pentium M

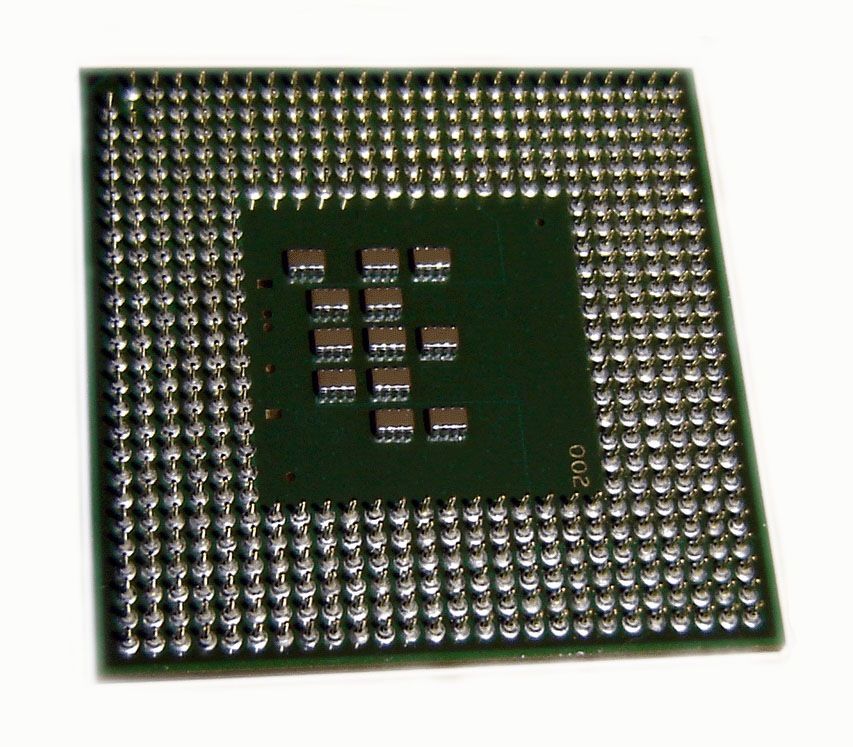
Parte posterior de un Pentium M Dothan.

El Intel Pentium M o Intel Pentium Inside (m) es un microprocesador con arquitectura x86 (i686) diseñado y fabricado por Intel. El procesador fue originalmente diseñado para su uso en computadoras portátiles. Su nombre en clave antes de su introducción era «Banias». Todos los nombres clave del Pentium M son lugares de Israel, la ubicación del equipo de diseño del Pentium M.

## General
El Pentium M representa un cambio radical para Intel, ya que no es una versión de bajo consumo del Pentium 4, sino una versión fuertemente modificada del diseño del Pentium III (que a su vez es una modificación del Pentium Pro). Está optimizado para un consumo de potencia eficiente, una característica vital para ampliar la duración de la batería de las computadoras portátiles. Funciona con un consumo medio muy bajo y desprende mucho menos calor que los procesadores de ordenadores de sobremesa, el Pentium M funciona a una frecuencia de reloj más baja que los procesadores Pentium 4 normales, pero con un rendimiento similar (por ejemplo un Pentium M con velocidad de reloj de 1,73 GHz normalmente puede igualar el rendimiento de un Pentium 4 a 3,2 GHz.
Los procesadores Intel Pentium M forman parte integral de la plataforma Intel Centrino.

## Banias
El primer Intel Pentium M, identificado por el nombre código "Banias", fue introducido en marzo de 2003. Es un microprocesador fabricado con 77 millones de transistores de 130 nm de tamaño. Inicialmente "Banias" no tenía nomenclatura oficial para identificar los modelos, pero luego se le conoció como Intel Pentium M 705. El procesador se acopla a la tarjeta madre por medio de dos sockets; uno de 479 pines y otro de 478 pines. Las frecuencias de reloj de este procesador van desde los 900MHz hasta los 1,7 GHz, con un FSB de 400MHz y un caché de nivel 2 (L2) de 1 MiB. Los procesadores "Banias" forman parte de la primera versión de la plataforma Centrino llamada "Carmel", la cual es el procesador Intel Pentium M "Banias", más el chipset 855 de Intel llamado "Odem".
Los modelos regulares de Pentium M "Banias" van de 1,5 GHz a 1,7 GHz (en escala de 0,1 GHz) y su TDP es de 24,5 W. Los modelos de bajo consumo (y bajo rendimiento) del Pentium M "Banias" van de 1,3 GHz a 1,4 GHz y el TDP es de 22 W; mientras que los modelos de ultra bajo consumo son de 1,2 GHz, 1,1 GHz y 900 MHz; los cuales tienen un TDP de 12, 12 y 7 W respectivamente. El FSB en todos los modelos "Banias" es de 400MHz y el caché L2 es de 1 MiB.

## Dothan
Después de algunos retrasos, el 10 de mayo de 2004 (segundo cuatrimestre del 2004) Intel lanzó el nuevo y mejorado Intel Pentium M, identificado con su nombre código "Dothan", fue uno de los primeros procesadores Intel en utilizar una nomenclatura oficial para identificar el modelo en lugar de solo mencionar la velocidad de reloj. El Pentium M "Dothan" fue conocido con la nomenclatura serie 700.
Los Pentium M 700-series "Dothan" mantienen el diseño básico y tamaño del original "Banias", pero el nuevo microprocesador es manufacturado con transistores más pequeños de 90nm, lo que permitió que el equipo Intel en Israel doblara el tamaño del caché del L2 a 2 MiB. Los 140 millones de transistores del nuevo "Dothan" caben en 84 mm², lo cual es aproximadamente el mismo tamaño físico de "Banias". Gracias a los transistores más pequeños, el TDP de las primeras versiones regulares de "Dothan" bajó a 21 W contra los 24,5 W originales de "Banias", mejorando la vida de la batería. Cabe recalcar que "Dothan" trae mucha más mejoras a la arquitectura (diseño) que la miniaturización del procesador y el tamaño del caché, lo que lo hace un procesador más eficiente.
Con "Dothan", Intel lanzó un portafolio de modelos mucho más amplio que su antecesor. "Dothan" viene en dos iteraciones, una primera de 400MHz de FSB y L2 de 2 MiB. La primera versión regular de "Dothan" fue lanzada con velocidades de reloj de 1,5 GHz a 2,1 GHz (en incrementos de 0,1 GHz). La nomenclatura utilizada en Dothan es Intel Pentium M 715 para el procesador de 1,5 GHz, 725 para el de 1,6 GHz, hasta 765 para el procesador de 2,1 GHz. Los procesadores "Dothan" también sacaron una línea de bajo consumo y ultra bajo consumo. Esta primera versión de "Dothan" trabaja con el mismo chipset de Intel 855 "Odem".
Para el primer cuatrimestre del año 2005, Intel lanzó la segunda versión de su plataforma Centrino con nombre código "Sonoma" para competir con la creciente amenaza del procesador AMD Turion 64. La nueva plataforma Centrino trae el nuevo chipset de Intel 915 "Alviso" que es capaz de velocidades de transferencias del FSB de hasta 533MHz (en contraste con los 400MHz de la pasada generación). El nuevo chipset además utiliza memoria RAM DDR2 en lugar de la DDR1 del chipset 855 "Odem" original. El nuevo chipset viene acompañado de la segunda iteración del microprocesador "Dothan", la cual es una versión levemente mejorada del original. El nuevo "Dothan" tiene un FSB de 533MHz y un mayor consumo de energía (TDP de 27 W).
La segunda iteración de "Dothan" mantiene el mismo tamaño de transistores y caché, para diferenciarlos de la pasada iteración los "Dothan" tienen números que terminan en 0 en su nomenclatura, por ejemplo: El 1,6 GHz ahora es Intel Pentium M 730 y el 2,0 GHz es 760. La frecuencia de reloj de los procesadores regulares "Dothan" 2.ª iteración van desde 1,6 GHz hasta 2,26 GHz (en incrementos de 0,13 GHz).

## Yonah y Merom
El nuevo procesador Mobile Intel Core Duo nombre código "Yonah" es una evolución radical basada en "Dothan". "Yonah" es un microprocesador doble núcleo (dos procesadores en un mismo paquete) y fabricado con transistores de 65nm. "Yonah" abre paso al desarrollo del Mobile Intel Core 2 Duo nombre código "Merom" con soporte de 64-bits e inmensamente más poderoso que el original "Banias".